# 라이언 타투스코
라이언 P 타투스코(Ryan P. Tatusko , 1985년 3월 27일 ~ )은 미국 출신의 전 야구 선수이자, 전 KBO 리그 한화 이글스의 투수이다.
인디애나주 메릴빌에서 태어났다. 테러 호우트의 인디애나 주립대학교를 졸업했다.

## 미국 프로 야구시절
2005년 텍사스 레인저스에 입단하여 프로 생활을 시작하지만 줄곧 마이너 리그에만 머물다 2010년에는 워싱턴 내셔널스로 이적하지만 역시 마이너 리그에만 머무르게 된다.

## KBO 리그시절
용병 투수 케일럽 클레이의 부진으로 대체 영입되어 한화 이글스에서 활약했다. 기대를 받고 영입되었지만 제구력 난조에 기복까지
심한 모습을 보여 2014 시즌 후 방출 통보를 받았다.
| 연도 | 팀명  | 경기 | 평균자책점 | 완투 | 완봉 | 승 | 패 | 세 | 홀 | 승률  | 타자 | 이닝   | 피안타 | 피홈런 | 볼넷 | 사구 | 탈삼진 | 실점 | 자책점 |
| ---- | ----- | ---- | ---------- | ---- | ---- | -- | -- | -- | -- | ----- | ---- | ------ | ------ | ------ | ---- | ---- | ------ | ---- | ------ |
| 2014 | 한화  | 14   | 7.07       | 1    | 0    | 2  | 6  | 0  | 0  | 0.250 | 299  | 63 2/3 | 64     | 7      | 45   | 6    | 49     | 51   | 50     |
| 통산 | 1시즌 | 14   | 7.07       | 1    | 0    | 2  | 2  | 0  | 0  | 0.250 | 299  | 63 2/3 | 64     | 7      | 45   | 6    | 49     | 51   | 50     |

## 참조
1. ↑  http://www.baseball-reference.com/minors/player.cgi?id=tatusk001rya